# Open Your Heart (chanson d'Axwell et de Dirty South)
Pour les articles homonymes, voir Open Your Heart.
Singles de Axwell
Watch The Sunrise
(2006) I Found You
(2010)
Singles par Dirty South et Rudy
Let It Go
(2007)
Open Your Heart est une chanson du DJ suédois Axwell et du DJ australien Dirty South en collaboration avec le chanteur Rudy. La chanson a été écrite par Axwell, Rudy Sandapa, Dragan Roganović et produit par Axwell, Dirty South.

## Classements
| Classement (2008)             | Meilleure position |
| ----------------------------- | ------------------ |
| Pays-Bas (Nederlandse Top 40) | 21                 |